# Grote Prijs Jef Scherens 1995
Il Grote Prijs Jef Scherens 1995, ventinovesima edizione della corsa, si svolse il 3 settembre 1995 su un percorso di 187 km, con partenza e arrivo a Lovanio. Fu vinto dall'olandese Erik Dekker della Novell davanti al belga Frank Corvers e all'olandese Leon van Bon.

## Ordine d'arrivo (Top 10)
| Pos. | Corridore               | Squadra                       | Tempo    |
| ---- | ----------------------- | ----------------------------- | -------- |
| 1    | Erik Dekker             | Novell                        | 4h38'00" |
| 2    | Frank Corvers           | Lotto-Isoglass                |          |
| 3    | Leon van Bon            | Novell                        |          |
| 4    | Scott Sunderland        | Lotto-Isoglass                |          |
| 5    | Marc Wauters            | Novell                        |          |
| 6    | Nico Renders            | Vlaanderen 2002-Eddy Merckx   |          |
| 7    | Johan Capiot            | Cantina Tollo                 |          |
| 8    | Danny Daelman           | Rotan Spiessens-Hot Dog Louis |          |
| 9    | Jean-Pierre Heynderickx | Collstrop-Lystex              |          |
| 10   | Tom Steels              | Vlaanderen 2002-Eddy Merckx   |          |